# Ituxi Vallis
Ituxi Vallis é um vale no quadrângulo de Elysium em Marte, localizado a 25.4° N e 207° W.  Possui 62 Km de extensão e recebeu um nome de um rio no Brasil.